# 업투유 (음악 그룹)
업투유는 대한민국의 음악 그룹이다. 2023년 싱글 《Super Star》로 데뷔했다.

## 방송
- 업투유 (2022) - 최종 선발

## 음반
- Super Star (2023)

## 공연
- 업투유 콘서트 (2023)